# Josep Gómes
Josep Antoni Gomes Moreira (La Massana, 3 de diciembre de 1985) es un futbolista internacional andorrano. Juega en la posición de guardameta y milita en el F. C. Santa Coloma.

## Selección nacional
Ha sido internacional con la selección de fútbol de Andorra en ochenta y seis ocasiones.

## Clubes
| Club                  | País    | Año       |
| --------------------- | ------- | --------- |
| F. C. Andorra         | Andorra | 2000-2006 |
| S. D. Ibiza           | España  | 2006-2009 |
| C. D. Ciudad de Vícar | España  | 2009-2010 |
| C. F. San Rafael      | España  | 2010-2011 |
| R. C. D. Carabanchel  | España  | 2011      |
| C. D. Fortuna         | España  | 2012-2014 |
| E. S. Pennoise        | Francia | 2014-2015 |
| C. D. Illescas        | España  | 2015-2017 |
| Villaverde San Andrés | España  | 2017-2018 |
| U. E. Santa Coloma    | Andorra | 2018-2019 |
| Inter Club d'Escaldes | Andorra | 2019-2022 |
| F. C. Santa Coloma    | Andorra | 2022-     |

## Palmarés

### Campeonatos nacionales
| Título                     | Club        | País   | Año     |
| -------------------------- | ----------- | ------ | ------- |
| Tercera División de España | S. D. Ibiza | España | 2006-07 |